# 시벨레스 광장
시벨레스 광장(스페인어: Plaza de Cibeles)은 스페인 마드리드 중심에 있는 원형 광장이다. 광장 중앙의 시벨레스 분수를 기준으로 회전교차로를 형성하고 있다. 광장의 동서 방향으로는 알칼라 거리가, 북쪽으로는 파세오 데 레콜레토스, 남쪽으로는 파세오 델 프라도가 교차한다. 광장의 사방에는 18세기 후반부터 20세기 초에 걸쳐 지어진 유명한 건축물들이 있다. 광장의 북동쪽에 있는 부에나비스타궁은 1777년 건설되어 현재는 스페인 육군 사령부가 놓여져 있다. 북동쪽으로는 리나레스궁, 남동쪽으로는 시벨레스궁, 남서쪽으로는 스페인 은행 본점이 있다.
시벨레스 광장은 원래 마드리드 광장(스페인어: Plaza de Madrid)으로 불렸으나 1900년 시의회에서 카스텔라 광장(스페인어: Plaza de Castelar)으로 변경했으며, 후에 현재의 이름으로 변경했다.